# Únosy letadel na Dawson's Field

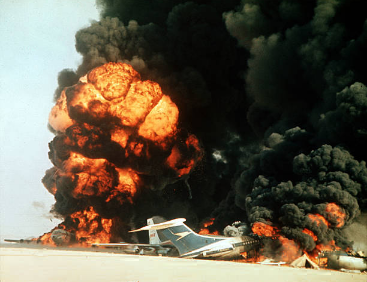
Výbuch jednoho z letadel.

Jako únosy letadel na Dawson's field se označuje únos čtyř letadel z 6. září 1970 a následně pátého letadla 9. září.
Jednalo se o jeden z mála únosů více letadel v historii letecké dopravy a až do útoků z 11. září 2001 se jednalo o jediný synchronizovaný únos čtyř nebo více letadel. Na rozdíl od ní se ale všechny únosy obešly bez obětí na životech cestujících. Událost je pojmenována podle polního letiště v jordánském Al-Azraq, též známého jako Dawson's Field.

## Pozadí události
Únosci byli členové Lidové fronty pro osvobození Palestiny (tato organizace již v době incidentů měla na svém kontě několik únosů z předchozích dvou let), kterým se podařilo na paluby letadel propašovat zbraně ve svých zavazadlech (konvenčním způsobem – detektory kovu byly v té době instalovány jen na některých letištích a bezpečnostní opatření byla ve srovnání s dneškem velmi slabá a nedůkladná).
| Název letu          | letecká společnost                   | stroj          | Původní trasa | Počet pasažérů         |
| ------------------- | ------------------------------------ | -------------- | --- | ---------------------- |
| let El Al č. 219    | El Al                                | Boeing 707-300 | Ben Gurionovo mezinárodní letiště, Tel Aviv, Izrael – letiště JFK, New York, USA, s mezipřistáním v Amsterdamu                        | 138 a 10 členů posádky |
| let TWA č. 741      | Trans World Airlines                 | Boeing 707-300 | Ben Gurionovo mezinárodní letiště, Tel Aviv, Izrael – letiště JFK, New York, USA, s mezipřistáním v Athénách a Frankfurtu nad Mohanem | 144 a 10 členů posádky |
| let Swissair č. 100 | Swissair                             | Douglas DC-8   | Curych-Kloten airport – letiště JFK, New York, USA                                                                                    | 145 a 8 členů posádky  |
| let BOAC č. 775     | British Overseas Airways Corporation | Vickers VC10   | Sahah, Bombaj, Indie – Londýn, UK, s mezipřistáním v Bahrajnu                                                                         | 105 a 9 členů posádky  |

Let El Al 219 měl být unesen krátce po zastávce v Amsterodamu, ale teroristům se únos nezdařil: dva ze čtyř únosců nebyli vůbec vpuštěni na palubu letadla (ti později nasedli do pátého spoje – letu Pan Am č. 93 – a unesli ten), zbylí dva teroristé letu 219 byli zpacifikováni pasažéry krátce poté, co kapitán letu, Uri Bar Lev, neuposlechl jejich rozkazu a uvedl stroj do negativního přetížení, čímž teroristy vyvedl z rovnováhy (jeden z nich byl postřelen a zemřel, druhý zbit a později uvězněn).
Lety BOAC 775, Swissair 100, TWA 741 postupně přistály na poušti v Dawson's Field. Únosci později od osob na palubách letadel segregovali letecký personál a pasažéry izraelského (též amerického, švýcarského a německého) původu nebo židovského vyznání (celkem 56 lidí), které dalších několik dnů drželi jako rukojmí. Během této doby událost připoutala pozornost médií a 7. září byla s teroristy konána tisková konference, ve které vůdce akce, Basám Abú Šaríf, chtěl „dosáhnout propuštění všech politických vězňů vězněných Izraelem výměnou za rukojmí“.

### Audiovizuální dokumenty
- Hijacked, Ilan Ziv's hour-long episode of PBS's The American Experience
- Hijacked[nedostupný zdroj]
- Na Blízkém východě vznikla krizová situace kolem Jordánska. Československý filmový týdeník [online]. 1970 [cit. 2020-10-12]. Dostupné online.